# هيو داودينغ
قائد القوات الجوية المارشال هيو كاسوال تريمينهير داودينغ، البارون داودينغ الأول، (24 أبريل 1882 - 15 فبراير 1970م)، (بالإنجليزية: Hugh Dowding) كان ضابطًا في سلاح الجو الملكي. كان ضابطًا جويًا قائدًا لقيادة سلاح الجو الملكي البريطاني أثناء معركة بريطانيا، ويُنسب إليه عمومًا لعب دور حاسم في الدفاع عن بريطانيا.

## حياته
ولد في موفات، دومفريشير، تلقى تعليمه في مدرسة سانت نينيان وكلية وينشستر. تدرب في الأكاديمية العسكرية الملكية، وولويتش قبل أن يتم تكليفه برتبة ملازم ثان في المدفعية الملكية في 18 أغسطس 1900م.

## روابط خارجية
- معركة بريطانيا على حد تعبير قائد القوات الجوية المارشال هيو داودينغ